# Rhadinosoma
Rhadinosoma is een vliegengeslacht uit de familie van de roofvliegen (Asilidae).

## Soorten
- R. calderense Artigas, 1970